# Willem Hoornstra
Willem Hoornstra (19 februari 1948) is een Nederlandse politicus van het CDA. Hij was de laatste burgemeester van Gaasterland-Sloten (Gaasterlân-Sleat in het Fries).

## Politieke werkzaamheden
Hoornstra heeft diverse wethouder- en burgemeesterschappen achter zich liggen. In de jaren tachtig was hij in een tweetal Friese (voormalige) gemeenten wethouder, waarna hij in een tweetal Gelderse (voormalige) gemeenten burgemeester was.
Op 1 september 2007 werd hij burgemeester van Gaasterland-Sloten, als opvolger van de per 1 februari van dat jaar vertrokken PvdA'er Thea de Roos-van Rooden. Zijn hoofdtaak was het gereedmaken van deze gemeente voor de fusiegemeente De Friese Meren.